# Gare de Noyen
Gare de Noyen – przystanek kolejowy w Noyen-sur-Sarthe, w departamencie Sarthe, w regionie Kraj Loary, we Francji.
Został otwarty w 1863 przez Compagnie des chemins de fer de l'Ouest. Jest przystankiem kolejowym Société nationale des chemins de fer français (SNCF), obsługiwaną przez pociągi TER Pays de la Loire.

## Położenie
Znajduje się na wysokości 49 m n.p.m., na km 239,338 km linii Le Mans – Angers, pomiędzy stacjami La Suze i Sablé. 

## Usługi
Usługi kolejowe są prowadzone przez pociągi TER Pays de la Loire, kursujące między Le Mans i Angers.